# Dextrin
A dextrin (régies nevén: keményítő gumi) a szénhidrátok csoportjába tartozó és a keményítővel izomer vegyületek gyűjtőneve, amelyek a keményítő és a cukor között mintegy az átmenetet képezik. A legegyszerűbb képlete (C6H10O5)n.
A név a latin dexter (jobb irány) szóból származik, mert a dextrin vizes oldata jobbra forgatja el a poláros fény síkját.
A VIII. Magyar Gyógyszerkönyvben  Dextrinum     néven hivatalos.  

## Előfordulása, tulajdonságai
Az állatok vérében, továbbá a növények nedvében fordul elő. A kenyérhéjban is lényeges mennyiségű dextrin van, amitől a kenyérhéj fényes is. A sörben sok dextrin van, különösen a sötét színű, sűrű, édeskés ízűben. 
A dextrin képződését keményítőből először Vauquelin észlelte (1811), közelebbről Perso és Payen vizsgálták meg. A keményítőből hevítéskor, továbbá diastase, organikus és ásványos savak behatására képződik. Ilyenkor a keményítő lassacskán különböző közbeeső termékeket adva (dextrin) cukorrá alakul. Először amylogen képződik, azután amylo-dextrin. E vegyületek jódtól még megkékülnek. A későbben keletkező termékek az erythro-dextrin (a dextrin) jódoldattal vörösbarna színűvé válik, míg az achroo-dextrin (b dextrin) és malto-dextrin (g dextrin) jód oldattól változatlanok. Az árubeli dextrin e vegyületek elegyének tekintendő. 
Az árubeli dextrin előállítása többféle módon történik; így a keményítőt körülbelül 200 °C-ra felhevítik olyan alkalmas készülékekben, amelyek keverő szerkezettel vannak ellátva. Az így kapott dextrin más bomlástermékektől sárgásbarna színű, és pörkölt keményítőnek vagy leiocome-nak nevezik. A híg savak és a meleg behatására a keményítő könnyen dextrinné alakul. Használnak kénsavat, sósavat, salétromsavat v. sóskasavat is, a mely savak híg oldatával a keményítőt körülbelül 100 °C-on néhány órán át hevítik. A dextrin képződés befejezte után, azaz míg az oldat jódtól többé nem kékül meg, az oldatból a savat kell eltávolítani. A sósav és salétromsav már a dextrin-oldat beszárításakor elillannak, míg a kénsavat és a sóskasavat az oldat bepárologtatása előtt krétaporral szokták eltávolítani, amikor oldhatatlan gipsz, illetőleg kalcium-oxalát képződik, mely csapadék alakjában leválik. A diastase behatására is könnyen átalakul a keményítő D-é. Az említett módokon előállított dextrin mindig cukortartalmú. Megtisztítható úgy, hogy előbb borszesszel több ízben forrón kivonják, azután tömény vizes oldatot készítenek belőle és ez oldatból a dextrint borszesszel kicsapják. A kivált dextrint alacsony hőmérsékleten kell megszárítani, mert nedvesen 70 °C-on túl cukorrá vízben alakul. A pörköléssel készült dextrin sárgásbarna színű por, míg a savakkal kapott készítmény majdnem színtelen, a gumihoz hasonló darabocskákban vagy fehér por alakjában fordul elő a kereskedésben. 
Egyenlő s. r. vízben feloldódik, az oldat nyálkás, nagyon ragadós és a poláros fény síkját jobbra fordítja. Borszeszben és éterben oldhatatlan. F. s. rendesen 1,25-1,50; az egész tiszta dextriné állítólag csak 1,04. Hevítve 225 °C-on megolvad, utóbb bomlástermékei keletkeznek, amelyek a cukor száraz ledesztillálásakor képződő bomlástermékekhez hasonlók. A tiszta dextrin jódoldattól nem színeződik, az árubeli készítmény oldata sárgás vagy vöröses színűvé válik. A Fehling-oldatot csak melegen redukálja. Az ecetsavval megsavanyított réz-acetát oldatot még melegen sem redukálja; ebben különbözik a szőlőcukortól. Ólom-acetát oldattal nem ad csapadékot; ammóniát is elegyítve a folyadékhoz, csapadék képződik. Oldatából a mészvíz és a baritvíz csapadékot választ le. Híg savakkal való forraláskor, továbbá diastase behatására glykosevá alakul. Úgy látszik az átalakulás nem teljes, mint Wartha kísérleteiből tudjuk, a diastase hatására legfölebb 42% cukor képződik; ha azonban a cukor mennyisége erjedés folytán megcsökken, újból cukor keletkezik. 
A dextrint ipari célokra gyakran használják; így különösen a drága gumiarábikum szurrogátuma. Textíliák appreturájához, papír enyvezéséhez, szövetek keményítéséhez alkalmazzák. Oldata jó ragasztószer. Az orvosi gyakorlatban kötésekhez, a gyógyszertárakban a száraz extraktumok készítéséhez használják.